# Guy Gale

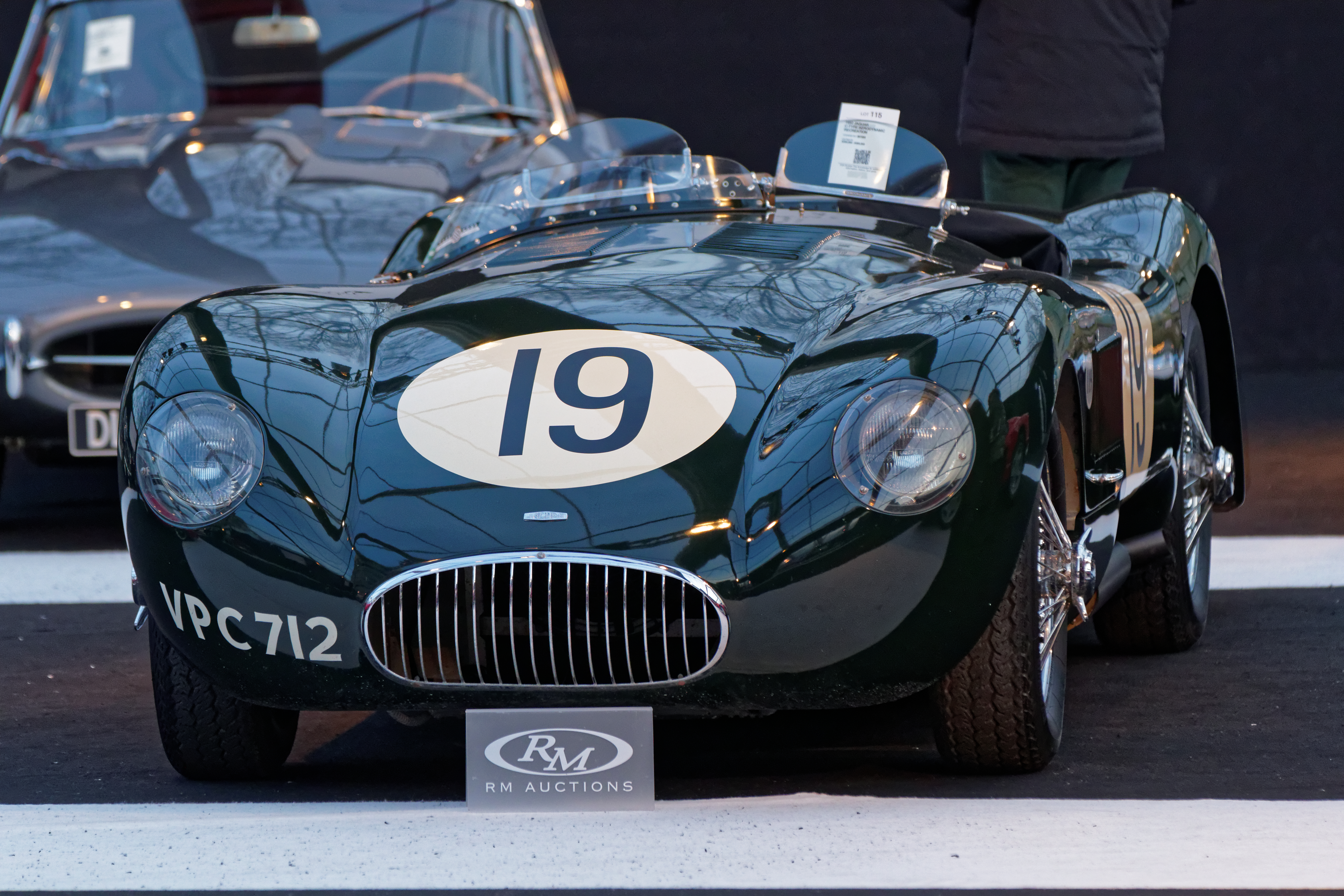
Der Jaguar C-Type mit der Originalstartnummer 19. Mit diesem Wagen wurden James Scott Douglas und Guy Gale Gesamtzweite beim 24-Stunden-Rennen von Spa-Francorchamps 1953

Guy Frederick Anthony Gale (* 11. April 1918; † 4. Juli 1992) war ein britischer Autorennfahrer.

## Karriere
Guy Gale war Major in der britischen Armee und bestritt in den frühen 1950er-Jahren während seiner dienstfreien Zeit Sportwagenrennen. Alle seine sechs Rennsiege erreichte er bei nationalen Rennen. Sein bestes internationales Ergebnis war der zweite Gesamtrang beim 24-Stunden-Rennen von Spa-Francorchamps 1953. Gale fuhr beim zur Sportwagen-Weltmeisterschaft 1953 zählenden Rennen gemeinsam mit James Scott-Douglas einen Jaguar C-Type der Ecurie Ecosse.

## Statistik

### Einzelergebnisse in der Sportwagen-Weltmeisterschaft
| Saison | Team          | Rennwagen     | 1   | 2   | 3   | 4   | 5   | 6   | 7   |
| ------ | ------------- | ------------- | --- | --- | --- | --- | --- | --- | --- |
| 1953   | Ecurie Ecosse | Jaguar C-Type | SEB | MIM | LEM | SPA | NÜR | RTT | CAP |
| 1953   | Ecurie Ecosse | Jaguar C-Type | 2   |     |     |     |     |     |     |